# Alpha Condé
Alpha Condé (Boké, 4 de março de 1938) é um político guineense, presidente do seu país entre 2010 e 2021, líder do partido Rassemblement du peuple de Guinée (RPG) e vencedor das eleições presidenciais de 2010 na Guiné-Conacri. Pertence ao grupo étnico mandinga.

## Biografia
Ex-professor de ciência política na Universidade de Paris, Condé passou décadas na oposição aos vários regimes da Guiné, concorrendo sem sucesso contra o Presidente Lansana Conté nas eleições de 1993 e 1998, ano em que foi preso por ordem de Conté, sob a acusação de "atentado à autoridade do Estado e à integridade do território nacional". Foi liberado em 2001.
Ao concorrer novamente às eleições presidenciais de 2010 - consideradas como as primeiras realmente democráticas na história da Guiné, após 52 anos de ditaduras e regimes autoritários - Condé, aos 72 anos, obteve apenas 18% dos votos no primeiro turno da votação, realizado em junho, enquanto Cellou Dalein Diallo conseguiu 43% dos votos. Depois de dois adiamentos, em razão de tensões étnicas e de violência entre apoiadores dos dois candidatos, realizou-se enfim o segundo turno, em 7 de novembro. Dessa vez, Condé saiu vencedor, com 52,5% dos sufrágios. Seu opositor, Cellou Dalein Diallo, registrou 47,5% dos votos. Os resultados, divulgados em 15 de novembro, mostram a divisão da população entre as etnias peul (fula), que apoiou Diallo, e malinke (mandinga), favorável a Condé. Cerca de 4,2 milhões de eleitores votaram. As comemorações da vitória de Alpha Condé foram marcadas por confrontos violentos entre os partidários do candidato derrotado, Cellou Dalein Diallo, e a polícia. Foram registrados pelo menos quatro mortos.
Condé foi reeleito no primeiro turno das eleições presidenciais de 2015, com 58% dos votos.
Foi reeleito para um terceiro mandato em outubro de 2020, após uma eleição violenta com  dezenas de mortes em confrontos entre cidadãos e as forças policiais. A Constituição guineense estabelecia dois mandatos como limite, mas Condé promoveu uma reforma constitucional, permitindo-lhe candidatar-se.

### Atentado de 2011
Em 19 de julho de 2011, a residência de Alpha foi invadida por um grupo armado, que explodiu o portão com um lança-foguetes e danificou e destruiu partes da casa a tiro. O presidente saiu ileso por causa da intervenção dos guardas, alguns deles ficaram feridos e um morreu.

### Golpe de estado de 2021
No dia 5 de setembro de 2021, um grupo de militares liderados pelo tenente-coronel Mamady Doumbouya, chefe do Grupo de Forças Especiais do Exército da Guiné, realizou um golpe de Estado no país, com intensos tiroteios na capital, Conakry,  capturando e prendendo o então presidente Alpha Condé.